# Edward Higgins

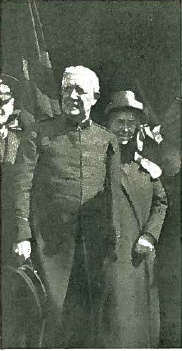
Edward Higgins.

Edward John Higgins, född 26 november 1864, död 14 december 1947, var Frälsningsarméns 3:e general (internationelle ledare) 1929-1934.
Higgins blev stabschef 1919, och valdes 1929 av Höga rådet till frälsningsarmens general. Han inledde en ny epok i frälsningsarméns historia genom att vara den första general som inte tillhörde familjen Booth. Han var också den förste general som självmant valde att inskränka sin egen makt.